# Nikolai Wassiljewitsch Meschkow

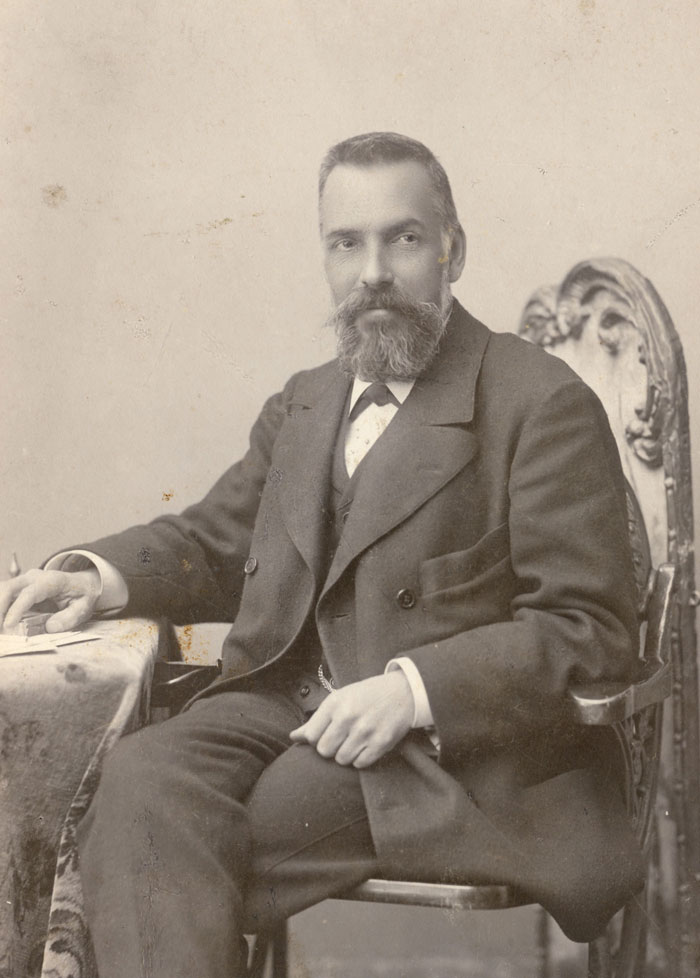
Nikolai Wassiljewitsch Meschkow

Nikolai Wassiljewitsch Meschkow (russisch Николай Васильевич Мешков; * 30. Maijul. / 11. Juni 1851greg. in Wessjegonsk; † 19. Juni 1933 in Moskau) war ein russischer Unternehmer und Mäzen.

## Leben

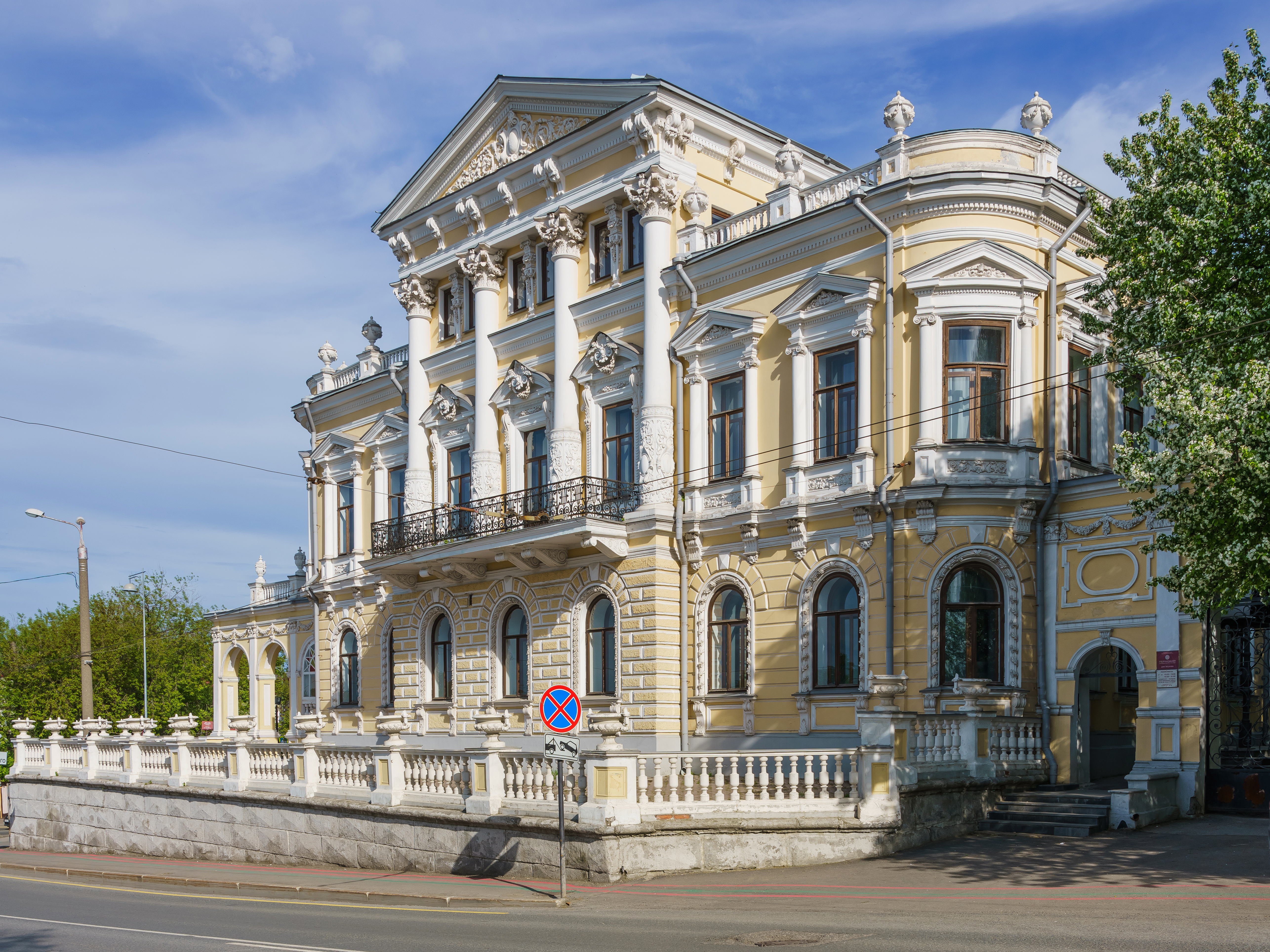
Haus Meschkow in Perm (1889)

Meschkows Vater Wassili Nikolajewitsch Meschkow war in einer Handelsfirma mit dem Export von Lebensmitteln und Leder beschäftigt. Im Alter von 19 Jahren begann Meschkow im Kontor des Kaufmanns Sobolew zu arbeiten, dem einige Dampfschiffe, Schleppkähne und Anlegeplätze in einigen Städten gehörten. 1875 wechselte Meschkow in den Dienst der Wolga-Kama-Dampfschifffahrt-Personengesellschaft. Nach einiger Zeit wurde er aufgrund seiner organisatorischen Fähigkeiten zum Bevollmächtigten für das Kama-Becken ernannt. Darauf heiratete er und ließ sich in Perm nieder. Zusammen mit dem Flussversicherungsinspektor Michail Iwanowitsch Schuljatikow gründete er eine eigene Firma für Gütertransport mit einem gecharterten Schiff.
1885 erwarb Meschkow im Zentrum von Perm ein Haus, das 1820 von dem Architekten Iwan Iwanowitsch Swijasew im Stil des russischen Klassizismus gebaut worden war und 1842 im großen Brand von Perm zum zweiten Mal abgebrannt war. 1887–1889 ließ sich Meschkow dort von dem Architekten Alexander Bonawenturowitsch Turtschewitsch nach Genehmigung der Stadtduma eine neue Villa im Stil der auf dem Jugendstil basierenden Moskauer Moderne bauen, die bis heute Haus Meschkow genannt wird und seit 2007 das Permer Bezirksmuseum beherbergt. In der Hungersnot 1891 in Perm und Teilen des Gouvernements Perm erhielt Meschkow vom Semstwo des Gouvernements Perm für den Kauf von Brot für die hungernde Bevölkerung ohne Sicherheit eine Summe von 1,5 Millionen Rubel, die er vollständig ohne Gewinn für den Erwerb von Brot guter Qualität ausgab. 1892 wurde Meschkow in die Semstwo-Versammlung des Gouvernements Perm gewählt mit zweimaliger Wiederwahl. Die Semstwo-Versammlung nominierte ihn für den Vorstand der Perm-Abteilung der Bauernlandbank und für den Aufsichtsrat der Gewerbe und Industriebank. Aktiv setzte er sich für die Einrichtung des sogenannten Lehrerfonds für die Unterstützung der schlecht bezahlten Landschullehrer ein. Auch wurde er mehrmals in die Permer Stadtduma gewählt.
1901 organisierte Meschkow in Form von Picknicks außerhalb der Stadt Treffen der Personen des Permer öffentlichen Lebens mit den heimlich in die Stadt gekommenen Sozialrevolutionären Jekaterina Konstantinowna Breschko-Breschkowskaja, Grigori Andrejewitsch Gerschuni und Nikolai Konstantinowitsch Michailowski. Als Meschkow 1907 in St. Petersburg lebte, befreundete er sich mit dem Mitglied der 1906 von Albert Dawidowitsch Trauberg gegründeten Terroristengruppe der Partei der Sozialrevolutionäre (PSR) Anna Michailowna Rasputina (Fräulein Schuljatikowa). Lenin erinnerte in seinem Briefwechsel mit Maxim Maximowitsch Litwinow an die Verdienste Meschkows.
1912 ließ Meschkow in Perm auf eigene Kosten ein Nachtasyl bauen, das er dann der Stadt übergab. Dafür wurde er zum Ehrenbürger ernannt. 1914 eröffnete er eine Apotheke mit sehr niedrigen Preisen und übernahm die Kosten für ihren Betrieb. Nach Beginn des Ersten Weltkriegs diente das Nachtasyl als Zufluchtsort für mobilisierte Soldaten.
1914 erwarb Meschkow die Personengesellschaft der Brüder F. und G. Kamenski, die nun die Personengesellschaft für Dampfschifffahrt und Gütertransport der Brüder F. und G. Kamenski und Meschkow wurde. Dazu gründete er die Orenburg-Ufa-Eisenbahn-Aktiengesellschaft für den Bau einer Eisenbahnstrecke entlang des Westurals bis in das Petschora-Gebiet.
Meschkow gehörte dank seiner Aktivitäten und Verbindungen zu den Begründern der Hochschulbildung im Ural. 1916 schenkte er das große Gelände mit dem Nachtasyl der Stadt Perm. Im selben Jahr gründete die Universität St. Petersburg eine Filiale in Perm, die dann 1917 durch Dekret der Provisorischen Regierung die neue Universität Perm wurde. Das Nachtasylgebäude diente als Hauptgebäude der Universität. Meschkow gehörte zum Komitee für den Aufbau der Universität und vergab etwa 200 Stipendien für das Studium an in- und ausländischen Universitäten.
Auf dem Gelände vor dem Nachtasyl hatte Meschkow einen Volksgarten geplant, für dessen Planung er 1915 den Landschaftsarchitekten E. A. Mayer unter Bezugnahme auf Gutachten der Botaniker Pawel Wassiljewitsch Sjusew und Porfiri Nikititsch Krylow aus Moskau eingeladen hatte. Infolge der Oktoberrevolution und des Russischen Bürgerkriegs wurde der Plan nicht realisiert. 1920–1921 nutzten Universitätsangehörige das Gelände als Gemüsegarten. 1922 wurde auf Initiative des Biologen und Lehrstuhlinhabers der Universität Perm Alexander-Paul Henckel auf dem Nachtasylgelände der Botanische Garten der Universität angelegt. Eines der bekanntesten Gewächse im heutigen nach Henckel benannten Botanischen Garten der Universität Perm ist die Dattelpalme, die Henckel 1896 in St. Petersburg gepflanzt hatte.
Nach der Oktoberrevolution, dreimonatiger Haft in der Butyrka und Enteignung arbeitete Meschkow aufgrund der Absprachen der Sekretärin Lenins Lidija Alexandrowna Fotijewa und des Volkskommissars Leonid Borissowitsch Krassin im Volkskommissariat für Verkehrswege in Moskau. Er wurde auf dem Deutschen Friedhof begraben.
Am 13. Oktober 2016 wurde zum 100. Geburtstag der Universität Perm ein Meschkow-Denkmal eingeweiht (Bildhauer Alexei Salasajew, Architekt Gennadi Sorokin).